# Giải quần vợt vô địch quốc gia Pháp 1925
Giải quần vợt vô địch quốc gia Pháp 1925 (hiện tại là Giải quần vợt Pháp Mở rộng) là một giải quần vợt diễn ra trên mặt sân đất nện tại Stade Français ở Paris, Pháp. Giải diễn ra từ ngày 28 tháng 5 đến ngày 6 tháng 6. Đây là mùa giải thứ 30 của Giải quần vợt vô địch quốc gia Pháp và lần đầu tiên với tư cách là giải Grand Slam. Đây là giải Grand Slam thứ hai trong năm. Đây là lần đầu tiên giải mở rộng cho các tay vợt không phải là công dân Pháp tham gia.
Suzanne Lenglen giành chức vô địch ở cả ba nội dung bà tham gia; đơn nữ, đôi nữ, và đôi nam nữ.

## Chung kết

### Đơn nam
René Lacoste đánh bại  Jean Borotra, 7–5, 6–1, 6–4 

### Đơn nữ
Suzanne Lenglen đánh bại  Kitty McKane, 6–1, 6–2 

### Đôi nam
Jean Borotra  /  René Lacoste đánh bại  Henri Cochet  /  Jacques Brugnon, 7–5, 4–6, 6–3, 2–6, 6–3 

### Đôi nữ
Suzanne Lenglen /  Julie Vlasto đánh bại  Evelyn Colyer  /  Kitty McKane, 6–1, 9–11, 6–2 

### Mixed Doubles
Suzanne Lenglen  /  Jacques Brugnon đánh bại  Julie Vlasto /  Henri Cochet, 6–2, 6–2 